# Natnael Berhane
Natnael Teweldemedhin Berhane (Asmara, 5 de gener de 1991) és un ciclista eritreu. Format al Centre mundial del ciclisme de l'UCI, és professional des del 2013, quan fitxà pel Team Europcar. El 2015 fitxà pel MTN-Qhubeka i el 2019 pel Cofidis. Des del 2023 corre a l'equip Istanbul Büyükșehir Belediye Spor Türkiye. Ha guanyat diferents campionats africans, tant individualment com en equip. Del seu palmarès també destaquen les victòries a la Volta a Algèria de 2012 i la Volta a Turquia de 2013, després de la desqualificació de Mustafa Sayar per dopatge. També ha guanyat dues vegades la cursa en ruta dels Campionats d'Àfrica de carretera, el 2011 i el 2012.

## Palmarès
- 2010
  - 1r al Tour d'Eritrea i vencedor d'una etapa
  - Vencedor d'una etapa al Tour de Ruanda
- 2011
  - Campió d'Àfrica en ruta
  - Campió d'Àfrica en contrarellotge per equips (amb Freqalsi Abrha, Daniel Teklehaimanot i Jani Tewelde)
  - Campió d'Àfrica sub-23 en ruta
  - Vencedor d'una etapa a la Tropicale Amissa Bongo
  - Vencedor d'una etapa al Tour d'Algèria
- 2012
  - Campió d'Àfrica en ruta
  - Campió d'Àfrica en contrarellotge per equips (amb Freqalsi Abrha, Daniel Teklehaimanot i Jani Tewelde)
  - Campió d'Àfrica sub-23 en ruta
  - 1r al Tour d'Algèria i vencedor d'una etapa
- 2013
  - Campió d'Àfrica en contrarellotge per equips (amb Meron Russom, Daniel Teklehaimanot i Meron Teshome)
  - 1r a la Volta a Turquia i vencedor d'una etapa
- 2014
  -  Campió d'Eritrea en contrarellotge
  - 1r a la Tropicale Amissa Bongo
- 2015
  -  Campió d'Eritrea en ruta
  - Campió d'Àfrica en contrarellotge per equips (amb Mekseb Debesay, Daniel Teklehaimanot i Merhawi Kudus)
- 2019
  -  Campió d'Eritrea en ruta
- 2023
  - Vencedor d'una etapa al Tour de Maurici
- 2024
  - 1r al Gran Premi Soğanlı

### Resultats a la Volta a Espanya
- 2014. 148è de la classificació general
- 2015. 79è de la classificació general
- 2020. Abandona (5a etapa)

### Resultats al Tour de França
- 2016. 125è de la classificació general
- 2019. 86è de la classificació general

### Resultats al Giro d'Itàlia
- 2017. 59è de la classificació general
- 2018. 83è de la classificació general
- 2021. Abandona (15a etapa)